# Mathematische Software
Als mathematische Software bezeichnet man Programme oder Programmbibliotheken, die mathematische Objekte und Algorithmen implementieren bzw. eine Schnittstelle zu deren Verwendung und Manipulation zur Verfügung stellen. Entscheidend ist hierbei die Fokussierung auf den mathematischen Aspekt und die dem Benutzer zur Verfügung gestellte Schnittstelle. So würde man zum Beispiel ein Programm, das Differentialgleichungen löst als mathematische Software bezeichnen, jedoch nicht ein Programm, welches chemische Reaktionen intern mit Hilfe von Differentialgleichungen berechnet.